# 傑格佳爾斯克
56°42′N 60°06′E / 56.700°N 60.100°E
傑格佳爾斯克（Дегтя́рск）是俄羅斯斯維爾德洛夫斯克州的一個城市，距葉卡捷琳堡以西67公里。2002年人口15,869人。
1954年建市。1960年在這裡發生了U-2事件。